# Platypalpus obscurus
Platypalpus obscurus är en tvåvingeart som först beskrevs av Roser 1840.  Platypalpus obscurus ingår i släktet Platypalpus och familjen puckeldansflugor. Inga underarter finns listade i Catalogue of Life.